# Valleymount
Valleymount är en ort i republiken Irland. Den ligger i grevskapet Wicklow och provinsen Leinster, i den östra delen av landet, på en udde i Poulaphouca Reservoir. Valleymount ligger 231 meter över havet och antalet invånare är 1 756.
Terrängen runt Valleymount är kuperad åt sydost, men åt nordväst är den platt. Trakten runt Valleymount består i huvudsak av gräsmarker och jordbruksmark.